# العنبول (بني سعد)

تعديل مصدري - تعديل

العنبول هي إحدى قرى عزلة بني حمادي بمديرية بني سعد التابعة لمحافظة المحويت، بلغ تعداد سكانها 174 نسمة حسب تعداد اليمن لعام 2004.